# Anunțul Buzoian
Anunțul Buzoian este un ziar regional din Muntenia din România. 

## Legături externe
- Anunțul Buzoian